# Issoria rhea
Issoria rhea är en fjärilsart som beskrevs av Grum-grshimailo 1891. Issoria rhea ingår i släktet Issoria och familjen praktfjärilar. Inga underarter finns listade i Catalogue of Life.